# 横野浩一
横野 浩一（よこの こういち、1947年11月21日 - 2020年4月25日）は、日本の医師、医学者。神戸大学名誉教授、関西国際大学客員教授。

## 人物・経歴
兵庫県神戸市出身。1966年、兵庫県立長田高等学校卒業。1972年神戸大学医学部卒業。1974年神戸大学医学部第二内科医員。1981年、カリフォルニア大学サンフランシスコ校附属細胞生物学研究所研究員。同年神戸大学医学部第二内科助手。1982年、神戸大学医学博士。
1992年、神戸大学医学部第二内科講師。1996年、神戸大学医学部第二内科助教授。1997年、神戸大学医学部老年内科教授。2001年、神戸大学大学院医学研究科老年内科学教授。2009年、神戸大学理事・副学長。2010年、日本老年医学会学術集会会長。
2013年から北播磨総合医療センター病院長。2020年に新型コロナウイルス感染症により死去。調査の結果職場で感染した可能性が高く、同年地方公務員災害補償基金兵庫県支部により公務災害と認定された。新型コロナウイルス感染症関連で公務災害認定された全国初となる公務員3例の1例となった。
没日付で瑞宝中綬章追贈、従七位に叙せられた。北播磨総合医療センター企業団企業長である小野市長蓬萊務及び副企業長の三木市長仲田一彦から追悼の言葉が寄せられた。また、センター内で医師や看護師ら4人が相次いで新型コロナウイルス感染症を発症したことなどで、インターネット上で「ウイルスをばらまく殺人鬼」などと批判され、遺族への無言電話が殺到するなどした。